# چتین‌سو (اردهان)
چتین‌سو (به ترکی استانبولی: Çetinsu، به یونانی: Μπεμπερέκ) یک منطقهٔ مسکونی در ترکیه است که در اردهان واقع شده‌است.